# فینیاس ریال
فینیاس ریال (انگلیسی: Phineas Riall؛ ۱۵ دسامبر ۱۷۷۵ – ۱۰ نوامبر ۱۸۵۰) فرد نظامی اهل جمهوری ایرلند بود.